# Weilerbach
Weilerbach là một đô thị ở huyện Kaiserslautern, trong bang Rheinland-Pfalz, Đức. Đô thị này có cự ly khoảng 10 km về phía tây bắc của Kaiserslautern.
Weilerbach là thủ phủ của Verbandsgemeinde ("đô thị hợp tác") Weilerbach (Dân số khoảng 14.500 người).

## Thành phố kết nghĩa
- Kingsbridge,  United Kingdom
- Isigny-sur-Mer,  France